# 10805 Iwano
10805 Iwano è un asteroide della fascia principale. Scoperto nel 1992, presenta un'orbita caratterizzata da un semiasse maggiore pari a 2,7079874 UA e da un'eccentricità di 0,1139179, inclinata di 14,15456° rispetto all'eclittica.